# 陈华平 (1968年)
陈华平（1968年12月—），男，中共党员，现任中国证券监督管理委员会党委委员、副主席。

## 生平
曾先后担任中国证监会机构部副主任、打击非法证券活动办公室主任，2014年2月由副司局级晋升为正局级。
2016年6月，任郑州商品交易所党委书记，提名为郑商所理事会理事长人选。
2019年10月，调任证监会办公厅主任。
2021年12月6日，任深圳证券交易所党委书记；12月22日，选举为深圳证券交易所理事会理事长（副部长级）。